# Асуль (округ)
Округ Асу́ль (ісп. Azul) — адміністративно-територіальна одиниця провінції Буенос-Айрес в центральній Аргентині. Адміністративний центр округу — Асуль.
Населення округу становить 75905 осіб (2022). Площа — 6537,8 кв. км.

## Історія
Округ заснований 1865 року Створений відповідно до закону провінції 441. Межі округу встановлені в 1878 році.

## Населення
У 2010 році населення становило 65280 осіб. З них чоловіків — 31648, жінок — 33632.

## Політика
Округ належить до 7-ого виборчого сектору провінції Буенос-Айрес.